# Sanys terranea
Sanys terranea är en fjärilsart som beskrevs av William Schaus 1911. Sanys terranea ingår i släktet Sanys och familjen nattflyn. Inga underarter finns listade.